# Leo Quinteros, ahora!
Leo Quinteros, ahora! es el tercer álbum de estudio del cantautor chileno Leo Quinteros, lanzado en 2006 bajo el sello independiente Cápsula Discos.
Su sencillo «Fiesta pagada» comenzó a escucharse rápidamente en las radioemisoras chilenas. Algunas de las presentaciones de este disco realizadas en vivo, contaron con la participación de Gonzalo Planet, de la banda Matorral, y el baterista Álvaro Gómez, de Guiso.

## Lista de canciones
Todas las canciones escritas y compuestas por Leo Quinteros. 
| Leo Quinteros, ahora! |                              |          |  |
| N.º                   | Título                       | Duración |  |
| 1.                    | «Fiesta pagada»              |          |  |
| 2.                    | «Lo sabes todo»              |          |  |
| 3.                    | «Mejor tercero»              |          |  |
| 4.                    | «Moscas»                     |          |  |
| 5.                    | «Ahora»                      |          |  |
| 6.                    | «Posiciones de resguardo»    |          |  |
| 7.                    | «Andes empire»               |          |  |
| 8.                    | «Quién es mejor»             |          |  |
| 9.                    | «Monumentos nacionales»      |          |  |
| 10.                   | «Sólo quiero volverte a ver» |          |  |

## Créditos
Intérpretes
- Leo Quinteros: voz, guitarra, piano
- Cristián Sotomayor: batería, piano
- Felipe Cadenasso: guitarra slide
- Claudio Rocco: piano
- Álvaro Gómez: batería